# Dactylopusia finmarchica
Dactylopusia finmarchica is een eenoogkreeftjessoort uit de familie van de Dactylopusiidae. De wetenschappelijke naam van de soort is voor het eerst geldig gepubliceerd in 1903 door Scott T..